# 글룸 (카드 게임)
글룸(Gloom)은 키스 베이커(Keith Baker) 디자이너가 만들고 2004년에 아틀라스 게임스(Atlas Games)사가 출판한 테이블탑 카드 게임이다. 베스트 트래디셔널 카드 게임(Best Traditional Card Game)에게 주어지는 오리진스 상(Origins Award)을 2005년에 수상했다.
'불행한 가정(Unhappy Homes)', '불청객(Unwelcome Guests)', '불안한 죽음(Unquiet Dead)', '불행한 원정(Unfortunate Expeditions)'이라고 불리는 원조게임 출시 이후 4개의 확장팩이 만들어졌다.
2011년 8월, 추가적으로 독립형 게임 또는 네 번째 확장팩으로 사용되는 '크툴루 글룸(Cthulhu Gloom)' 및 '불쾌한 꿈(Unpleasant Dreams)'이 출시됐다.

## 게임 방식
2~4명 용 게임으로 각 플레이어는 별난 가족(가족 카드)을 제어한다.
가족 카드에는 부정적인 이벤트(마이너스 포인트)를 야기시켜 결국 가족을 죽게 만드는 자기가치(self-worth points) 포인트가 있으며, 이 포인트를 낮추는 것이 게임의 목적이다. 동시에 플러스 포인트는 상대방 가족 구성원들에게 플레이한다. 한 가족이 몰살된 후, 가장 낮은 가족 포인트(Family Value)를 가진 플레이어가 게임의 승자이다.

## 다른 버전
확장팩에 각각의 가족이 추가되어 4명 이상이 게임을 할 수 있다. 또한, 새로운 수정변수(modifier) 및 불시의 죽음(Untimely Deaths)이 추가됐다. 태블릿탑 글룸 프로모 확장팩이 2013년에 출시됐으며, 카드덱에 가정을 돌아다닐 수 있는 반갑지 않은 두 손님, 테이블탑 호스트 윌 휘턴과 펠리샤 데이(TableTop host Will Wheaton and Felicia Day)이 포함됐다.
게임에는 두 가지 파생효과가 있으며, 둘 다 원조 게임과 분리되어 플레이될 수 있다.
- 크툴루 글룸: H. P. 러브크래프트(Lovecraftian) 테마를 사용한다. 새로운 요소는 게임 동안에 특수 효과를 추가하거나 게임 끝에 포인트를 추가하는 것이다. 확장팩 없이 5명이 플레이할 수 있다.
- 먼치킨 글룸: 스티브 잭슨 게임스(Steve Jackson Games)에서 유래한 먼치킨 카드 게임 시리즈에 기반을 둔다. 2015년에 출시됐다.[4]
- 페어리테일 글룸: 고전 동화 개릭터 및 다른 요소들을 글룸의 불행한 설정에 도입한다. 2015년 6월에 출시됐다.[5]

## 평론
그렉 코스티캰(Greg Costikyan) 디자이너가 평가한 게임 요소는 이벤트 카드를 플레이할 때 관련된 스토리텔링의 측면이며, 이것은 플레이어가 캐릭터의 인생에서 발생하는 사건에 대한 설명을 선택할 수 있다. 그는 이 요소가 게임 플레이를 독특하고 즐겁게 만들었다고 덧붙였다.